# Училище-паметник „Тодор Генчов Влайков“
Училището-паметник „Тодор Генчов Влайков“ е начално училище, открито в град Пирдоп. Названието му е определено с решение на Педагогическия съвет, прието с Протокол №5 от 10 февруари 1937 г. Сградата на училището, построена през 1934 г. е паметник на загиналите във войните 1912 – 1913 и 1915 – 1918 г. пирдопчани.
Идеята за изграждането на училището идва след като сградите на другите две училища „Св. Св. Кирил и Методий“ (1862) и „Неофит Рилски“ (1888) стават тясни за увеличаващия се брой ученици. На на 11 март 1932 г. Софийската окръжна постоянна комисия обявява провеждането на търг за построяването на сградата, спечелен от габровския предприемач Фильо Василев Филев, който наема майстори-строители от Габровско и Севлиевско, а техническото ръководство се изпълнява от архитекта на комисията Пейчев.
Същинското строителство започва през месец май 1932 г. Полагането на основния камък е на 10 юли 1932 г., по време на голямо общоградско тържество, в присъствието на народния представител от района Рашко Маджаров, представителя на министерството на просветата Сава Чукалов, районния кмет от столичната община Спиридон Марков и почти цялото пирдопско население. Поздравителни покани до общинското ръководство по повод тържеството са изпратени на цар Борис III, министъра на войната ген. л-т Кисьов, д-р Харалампи Генчев – първият български епидемиолог, родом от Пирдоп и други.
Между есента на 1932 г. и август 1933 г. сградата като груб строеж и вътрешното и обзавеждане са приключени. На специално оформени за целта места на входа на училището са поставени пет големи мраморни паметни плочи с имената на 138 души. Това са имената на всички загинали пирдопчани във войните до 1945 г. 
Училището към 2023 г. разполага с кабинет по музика, кабинет по чужд език – английски, физкултурен салон, игротека, библиотека и други специализирани помещения – два компютърни кабинета.